# U 607
U 607 war ein Unterseeboot des Typs VII C, auch „Atlantikboot“ genannt, das von der deutschen Kriegsmarine während des U-Boot-Krieges im Nordatlantik eingesetzt wurde.

## Technische Daten
Ab Kriegsbeginn ergingen Bauaufträge für U-Boote an die Hamburger Werft Blohm & Voss, die für die Kriegsmarine mehrere Typen fertigte. Der meistgebaute deutsche U-Boot-Typ war das VII C, von dem bis Kriegsende von dieser Werft 144 Boote ausgeliefert wurden. Der sechste Auftrag der Kriegsmarine an die Blohm + Voss Werft umfasste neben U 607 insgesamt zehn Boote, alle vom Typ VII C.
Ein U-Boot dieses Typs hatte eine Länge von 67 m und unter Wasser eine Verdrängung von 865 m³. Es wurde über Wasser von zwei Dieselmotoren angetrieben, die eine Geschwindigkeit von 17 kn erreichten. Unter Wasser gewährleisteten zwei Elektromotoren eine Höchstgeschwindigkeit von 7 kn. Die Artilleriebewaffnung dieser U-Bootklasse war uneinheitlich, aber alle Boote verfügten über vier Bugtorpedorohre und ein Hecktorpedorohr.
Wie viele deutsche U-Boote seiner Zeit trug auch U 607 ein bootsspezifisches Zeichen am Turm. Es handelte sich um den sogenannten „Stier von Scapa Flow“, der auch das Zeichen der 7. U-Flottille war, der das Boot ab August 1942 angehörte. Die stilisierte Zeichnung eines angreifenden Stieres basierte auf einer bekannten Karikatur, die von Engelbert Endrass variiert und am Turm von U 47 angebracht worden war. Endrass war 1. Wachoffizier des Bootes, mit dem Günther Prien den britischen Flottenstützpunkt angegriffen hatte. Nach Priens Tod war der „Stier von Scapa Flow“ zum Symbol der 7. U-Flottille geworden. Neben U 607 und U 47 führten über fünfzig weitere U-Boote der deutschen Kriegsmarine dieses Zeichen am Turm.

## Einsatz und Geschichte
Bis Sommer 1942 war U 607 der 5. U-Flottille unterstellt, einer Ausbildungsflottille, die in Kiel stationiert war. Kommandant Kapitänleutnant Ernst Mengersen unternahm in dieser Zeit Ausbildungsfahrten in der Ostsee zum Training der Besatzung und zum Einfahren des Bootes. Er verließ Kiel am 9. Juli zu seiner ersten Feindfahrt mit diesem Boot. Vorgesehenes Einsatzgebiet war das Seegebiet ostwärts der Neufundlandbank.  Am 1. August wurde das Boot der 7. U-Flottille zugeteilt, deren Stützpunkt in Saint-Nazaire an der nordfranzösischen Atlantikküste lag. Hier lief U 607 am 16. August ein.
Unter dem Kommando von Ernst Mengersen lief U 607 von hier aus zu zwei weiteren Unternehmungen an die amerikanische Ostküste und in die Gewässer vor Grönland aus. Am 18. April 1943 übergab Mengersen das Kommando an Oberleutnant zur See Wolf Jeschonnek, der U 607 auf zwei weiteren Unternehmungen führte.

## Versenkung

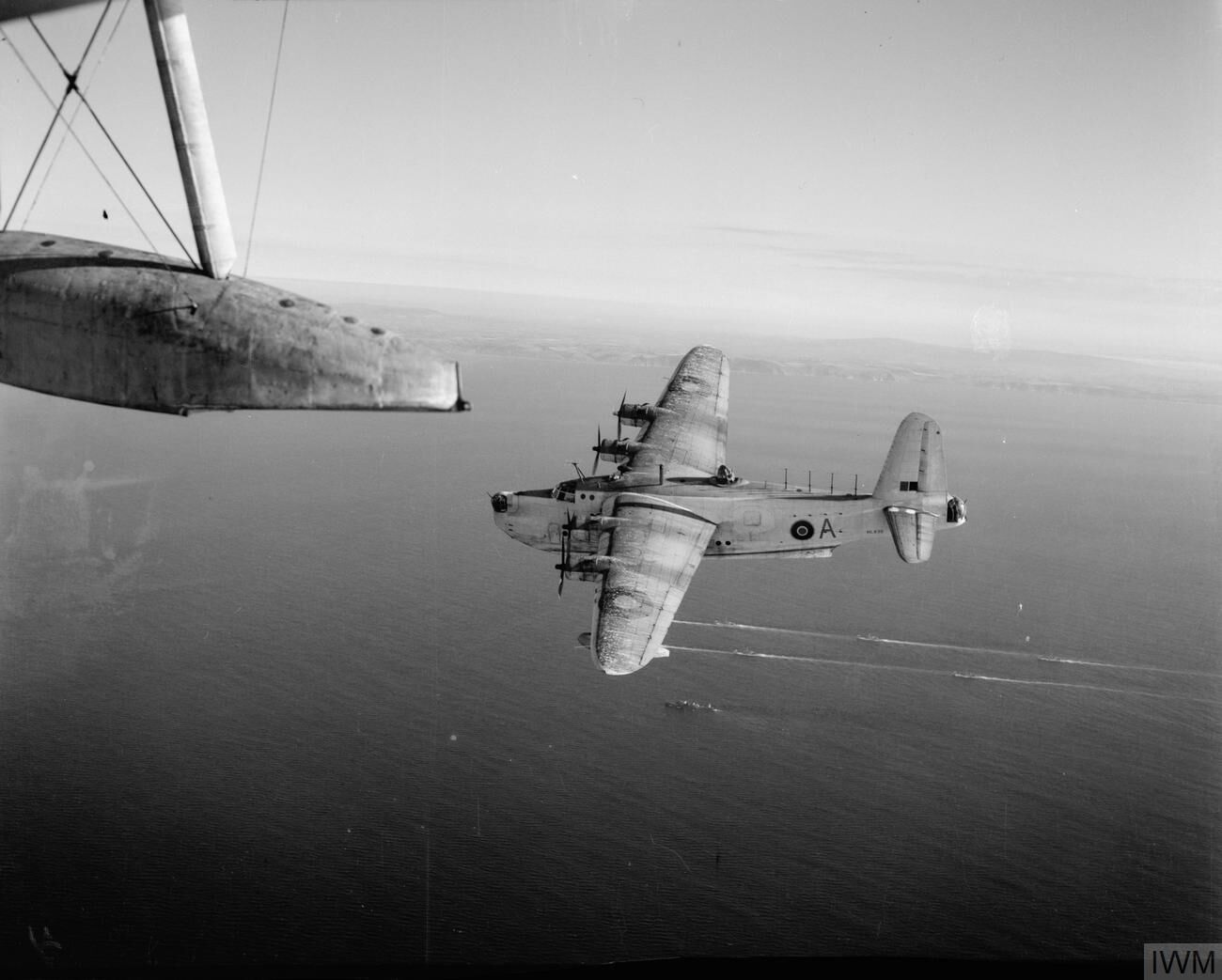
Eine Short Sunderland versenkte U 607

U 607 verließ den Stützpunkt Saint-Nazaire am 10. Juli 1943 zu seiner letzten Unternehmung. In den Morgenstunden des 17. Juli wurde das an der Oberfläche fahrende Boot von britischen Flugzeugen entdeckt und angegriffen. Die Besatzung von U 607 verteidigte sich mit Flak und es entspann sich ein Gefecht, das etwa eine halbe Stunde dauerte, bis dem angreifende Flugboot, einer Short Sunderland, mit einer Wasserbombensalve ein entscheidender Treffer gelang.
Da das Boot schnell sank, gelang es einem großen Teil der Besatzung, die sich unter Deck befand, nicht, sich zu retten. Lediglich die Männer, die zu dem Zeitpunkt des Treffers am Oberdeck die Artillerie bedienten, oder sich im U-Boot-Turm aufhielten, überlebten die Versenkung von U 607. Nach dem Untergang des Bootes schwammen 25 Besatzungsmitglieder ohne jegliche Rettungsmittel im Wasser. Somit entschloss sich der Kommandant des Flugbootes, First Officer Hanney, ein Schlauchboot abwerfen zu lassen.
Sieben Überlebende, unter ihnen der Kommandant und seine Offiziere, konnten sich in das Schlauchboot retten, das von der siegreichen Sunderland abgeworfen worden war. Sie wurden einen Tag später von einer britischen Suchgruppe aufgenommen und nach Plymouth gebracht.